# District de Quang Binh
Le district de Quang Binh est un huyện (district) de la province de Ha Giang, région Nord-est au Vietnam,.

## Géographie
Le district de Quang Binh est situé au sud-ouest de la province de Ha Giang. Il est entouré par : 
- Le district de Bac Quang à l'est
- Le district de Bao Yen, province de Lao Cai, à l'ouest
- Le district de Luc Yen, province de Yen Bai, au sud
- Les districts de Hoang Su Phi et de Xin Man au nord

Le district de Quang Binh a une superficie de 791,78 km2, la population en 2019 est de 61 711 personnes, la densité de population est de 78 personnes/km2.
Il est essentiellement montagneux.

## Administration
Le district de Quang Binh compte 15 unités administratives de niveau communal, dont la ville de Yen Binh (capitale du district) et 14 communes : Bản Rịa, Bằng Lang, Hương Sơn, Nà Khương, Tân Bắc, Tân Nam, Tân Trịnh, Tiên Nguyên, Tiên Yên, Vĩ Thượng, Xuân Giang, Xuân Minh, Yên Hà, Yên Thành.

## Économique - social
Le district de Quang Binh est un important carrefour commercial du sud-ouest de la province de Ha Giang, entretenant des relations commerciales avec les provinces de Lao Cai et de Yen Bai. En 2009, le chiffre d'affaires total des production de biens et services, du commerce et du tourisme de la ville a atteint 21,2 milliards de VND.
Dans le secteur agricole, la production agricole de la ville a atteint 244,5 tonnes en 2009, soit par habitant de 485 kg/personne/an  .
En 2004, le district de Quang Binh s'est fixé comme objectif : « Développer l'économie à un rythme soutenu et stable, transformer en profondeur la structure économique, accroître la valeur des produits et la compétitivité sur le marché. Développer et améliorer la qualité des ressources humaines ; promouvoir l'application des sciences et des technologies aux activités économiques et sociales. Réaliser efficacement l'éradication de la faim et la réduction de la pauvreté, améliorer le niveau de vie de la population, résoudre les problèmes sociaux et maintenir la sécurité et la défense nationale. » Sur cette base, le district s'efforce d'atteindre une croissance de la valeur totale des produits de 11 % ou plus, dont 5 % pour l'agriculture, la sylviculture et la pêche ; 37 % pour l'industrie, l'artisanat et la construction ; et 25 % ou plus pour les services et le commerce.
Le revenu moyen par habitant atteint 3,5 millions de VND par an.

## Référence
1. ↑  (vi) « Circulaire 21/2013/TT-BTNMT du 1er août 2013 du ministère des Ressources naturelles et de l'Environnement promulguant la Liste des toponymes... servant à l'établissement d'une carte de la province de Ha Giang », sur Thuky Luat Online, 2016 (consulté le 25 décembre 2018)
2. ↑  (vi) « Décision n° 124/2004/QD-TTg du gouvernement du 8 juillet 2004 promulguant la liste et les codes des unités administratives au Vietnam jusqu'au 30 juin 2004. », sur Thuky Luat Online, 2016 (consulté le 25 décembre 2018)
3. ↑  (vi) « Comité central de pilotage du recensement de la population et de l'habitat, « Population au 1er avril 2019 - province de Ha Giang » », 28 août 2020 (consulté le 8 janvier 2022)
4. 1 2  (vi) « Création de la ville de Yen Binh (Ha Giang). », sur Portail d'information électronique du gouvernement https://baochinhphu.vn/ (consulté le 8 décembre 2010)